# Oswald Teichmüller
Oswald Teichmüller (Nordhausen, 18 de junho de 1913 — 11 de setembro de 1943) foi um matemático alemão.
Introduziu mapeamentos quasiconformes e métodos geométricos diferenciais em análise complexa.

## Vida
Teichmüller nasceu em Nordhausen. Cresceu em Sankt Andreasberg e obteve o Abitur em 1931. Neste mesmo ano iniciou o estudo de matemática na Universidade de Göttingen. Entre seus professores estavam Richard Courant, Hermann Weyl, Otto Neugebauer, Gustav Herglotz e Edmund Landau. Teichmüller obteve o doutorado em 1935, orientado por Helmut Hasse.
Afiliou-se ao Partido Nazista em julho de 1931, tornando-se membro da SA em agosto de 1931. Em 1933 organizou o boicote de seu professor judeu Edmund Landau. Em 1936 e 1937 frequentou cursos de Rolf Nevanlinna, que simpatizava com o Terceiro Reich, onde foi professor visitante e, como Luitzen Egbertus Jan Brouwer, era considerado pelos nazistas como "politicamente confiável" (Rudolf Hess foi responsável por esta avaliação). Sob a influência de Nevanlinna, Teichmüller especializou-se na teoria de funções geométricas. Com autorização especial de Adolf Hitler, juntou-se à Wehrmacht em 1939 e foi morto em combate na Frente Oriental.

## Matemática
A teoria dos espaços de Teichmüller (uma teoria de espaço módulo para superfícies de Riemann) foi desenvolvida por Lars Valerian Ahlfors, Lipman Bers e outros matemáticos. A representação de Teichmüller ou carácter de Teichmüller é uma construção com números p-ádicos.
A maior parte das obras de Teichmüller foi publicada no Deutsche Mathematik, um periódico extremamente ideológico fundado por Ludwig Bieberbach que continha além de artigos científicos também propaganda racial. Devido à natureza da publicação, seus artigos eram difíceis de serem encontrados em bibliotecas antes da publicação de seus collected works.

## Publicações
- Teichmüller, Oswald (1982),  Ahlfors, Lars V.; Gehring, Frederick W., eds., Gesammelte Abhandlungen, ISBN 978-3-540-10899-3, Berlin, New York: Springer-Verlag, MR 649778

## Citação
Friedrich Ludwig Bauer:
" ... ele foi um gênio, mas como um nazista radical destacou-se vergonhosamente com sua agitação contra Landau e Courant." (em: Entzifferte Geheimnisse. Methoden und Maximen der Kryptologie.)